# Премія Ернеста Орландо Лоуренса
Пре́мія Ерне́ста Орла́ндо Ло́уренса (англ. Ernest Orlando Lawrence Award) — наукова нагорода, якої удостоюються вчені та інженери, котрі своїми дослідженнями сприяють зміцненню позицій Міністерства енергетики США в його місії гарантувати національну, економічну та енергетичну безпеку США. 
Премію засновано у 1959 році на честь американського вченого — Нобелівського лауреата з фізики 1939 року, активного учасника Манхеттенського (ядерного) проекту США та програми створення американської системи національних лабораторій Е. О. Лоуренса (1901—1958). До заснування нагороди був причетний Президент США Дуайт Ейзенхауер.